# Cumulus castellanus
Cumulus castellanus (del latín castellanus, ‘castillo’) es un tipo de nube cumulus que se distingue debido a que despliega múltiples torres hacia su tope, indicando significativos movimientos verticales de aire. Son así llamados debido a su semejanza con el "almenado" de los castillos medievales castellanos. Las nubes cumulus castellanus se asocian con la formación de cumulus torres, o nubes cumulonimbus, y pueden ser un indicador de mal tiempo.
Las nubes castellanus son evidencia de inestabilidad de media atmósfera hasta la tropopausa, y preanuncio de mal tiempo, si las corrientes de convección pueden conectarse con capas inestables en la tropósfera, y el continuo desarrollo de nubes castellanus pueden producir nubes cumulonimbus y tormentas.